# ديرموت أوبراين
ديرموت أوبراين (بالإنجليزية: Dermot O'Brien) هو موسيقي أيرلندي، ولد في 23 أكتوبر 1932 في Ardee ‏ في جمهورية أيرلندا، وتوفي بنفس المكان في 22 مايو 2007 بسبب سرطان.

## وصلات خارجية
- ديرموت أوبراين على موقع IMDb (الإنجليزية)
- ديرموت أوبراين على موقع ميوزك برينز (الإنجليزية)
- ديرموت أوبراين على موقع أول ميوزيك (الإنجليزية)
- ديرموت أوبراين على موقع ديسكوغز (الإنجليزية)